# Irina Makarova Tominec
Irina Makarova Tominec, slovensko-ruska jezikoslovka, lektorica za ruski jezik in literarna zgodovinarka, * Moskva

## Življenje
Na Filološki fakulteti Moskovske državne univerze Lomonosova je študirala slovenistiko in rusistiko in študij zaključila leta 2004 z doktorsko disertacijo na temo posebnosti ljubljanskega pogovornega jezika in jezikovne situacije v Ljubljani. Med študijem je opravljala poklic prevajalke na slovenskem veleposlaništvu v Rusiji in na podjetju KRKA RUS, v tem času ji je  Ministrstvo za šolstvo, znanost in šport Republike Slovenije ponudilo tudi štipendijo za raziskovanje in zbiranje jezikovnega gradiva v Sloveniji. Po opravljenem doktoratu se je preselila v Slovenijo, kjer kot univerzitetna profesorica na primorski univerzi in aktivna jezikoslovna raziskovalka ostaja še danes. 

## Delo
Jezikoslovna področja, ki jim raziskovalka posveča posebno pozornost, so jezikovna didaktika, medjezikovne povezave (slovenski in ruski jezik) in digitalizacija pouka. V sklopu Javne agencije za raziskovalno dejavnost Slovenije je zasnovala projekta Razširitev potenciala adaptivnih mehanizmov v primeru rusko-slovenskega jezikovnega in kulturnega stika (2012–13) in Faze jezikovne adaptacije v govorici različnih generacij rusko govorečih migrantov v Sloveniji in slovensko govorečih v Rusiji (2014–15). Preko Državnega izpitnega centra je izvedla projekt Umestitev izpitov iz tujih jezikov v skupni evropski jezikovni okvir (2018–19), v namen jezikovnih raziskav pa je sodelovala tudi z Inštitutom za slavistične študije v Moskvi.

### Učbeniki
- Ruščina v turizmu: začetna raven (A1/A2) (2019) (COBISS)

### Članki
- Irina Makarova Tominec. Slovenščina z ruskim naglasom : jezikovni profil ruskogovorečega priseljenca. Jezik in slovstvo 65/1 (2020). 65—82 (COBISS)
- Irina Makarova Tominec. Ruščina in slovenščina : jezikovna odstopanja v ruščini pod vplivom slovenščine kot jezika okolja. Jezikoslovni zapiski 21/2 (2015). 159—189 (COBISS)
- Irina Makarova Tominec. Digitalizacija pouka slovenščine za tuje študente UP : izkušnje in izzivi. Oblikovanje inovativnih učnih okolij = Constructing innovative learning environments Ur. Tina Štemberger, Sonja Čotar Konrad, Sonja Rutar in Amalija Žakelj. Koper: Založba Univerze na Primorskem, 2018. 455—465 (COBISS)
- Irina Makarova Tominec. Izmail Sreznjevski in slovenščina. Jezikoslovni zapiski 20/2 (2014). 53—66 (COBISS)
- Irina Makarova Tominec. Ruski kulturni kontekst v tujejezičnem okolju : kako naj ga predstavimo? Bližina drugosti = The close otherness Ur. Lucija Čok. Koper: Založba Annales, 2006. 486—487 (COBISS)